# 羅雲熙
羅 雲熙 （ルオ・ユンシー）またはレオ・ロー（Leo Luo、本名：羅 弋（ルオ・イー）、1988年7月28日 - ）とは、中華人民共和国・四川省成都市出身の歌手・俳優である。主に中国を中心に芸能活動を行なっている。

## 経歴
幼少期から父親の影響を受けダンスを習い、その才能を十分に発揮し名だたる賞を得る、後に上海戯劇学院バレエ教育専科に進学。卒業後プロのバレエダンサーとして活躍を見せる。2010年にアイドルグループJBOY3のメンバーとして芸能界デビュー、2012年グループ改編にて新たに雙子JLを成立し活動するも翌年4月に解散。2012年9月、音楽活動中に俳優業にも挑戦し映画初出演を果たす。アイドルグループ解散後、俳優に転身。歌と演技の二足のわらじで芸能生活をはじめた。2015年に恋愛ドラマ《マイ・サンシャイン～何以笙簫默～》にて少年期“何以琛”を扮し頭角を現す。僅かな出演だったが、観衆に評価され注目度をあげた。2018年にロマンス古装劇《霜花の姫～香蜜が咲かせし愛～》に出演。夜の神“潤玉”として人々に感動と衝撃を与えた。
バレエ受賞歴など
2003年、【第七回 桃李杯】個人賞 《天鵝湖王子變奏(白鳥の湖王子のバリエーション)》。
2008年、【第六回 荷花杯】グループ金賞《柴可夫斯基狂想曲(チャイコフスキー狂想曲)》、即興ソロ《燃燒的火苗(燃え上がる火) 》。
2009年、マカオ返還十周年祝いの舞台で大型創作ダンス《奔月(月にむかえ)》にてリーダーダンサーを務める。

## 音楽作品
JBOY3
- JBOY3  オフィシャルサイト

2010年12月，シングル《愛的契約書》（愛の契約書）
2011年3月，シングル《萬有引力》 （万有引力）
2011年7月，シングル《表情帝》 （キメ顔）
双孖JL（双子JL）
- 双子JL オフィシャルサイト

2012年4月、シングル《JL》
2012年8月、シングル《我們》MV （私たち）
羅雲熙（レオ・ロー）
2015年3月、シングル 《夏未央》（夏は終わらない）MV。
2016年11月、同名ドラマエンディングテーマ《屏裡狐》（屏風の中の狐様）MV。
2018年4月、アルバム《12人生》 (12の人生）収録曲《不是我》、《白色舞鞋》、《放肆》等10曲。

### MUSIC VIDEO
| Year | English title       | Chinese title | Album                 | Notes       |
| ---- | ------------------- | ------------- | --------------------- | ----------- |
| 2015 | "Endless Summer"    | 夏未央        |                       |             |
| 2016 | "Fox in the Screen" | 屏裡狐        | Fox in the Screen OST |             |
| 2018 | "It's Not Me"       | 不是我        | Love Yourself         | Title track |

## 映像作品

### 映画
2012年8月、《最美的時候遇見你》（THE SPRING OF MY LIFE）主演Guo Yang役      上映時期    2015年12月11日

### ドラマ[注 2]
2013年9月、《夏日心跳》（サマービット）助演Xiao Shen小神役                          上映時期   2018年7月
2014年6月、《何以笙簫默》（My Sunshine）助演He YiChen何以琛少年時役                 上映時期   2015年1月
2014年7月、《你好外星人》（Hello エリアン）助演Guo Xin役                                      webドラマ
2015年3月、《奶爸當家》（赤ちゃんとパパ） 助演Yu Bo于博役                              上映時期   未定
2016年1月、《終極遊俠》（Ultimate Ranger ） 主演Ji Heng劇恒役                                 webドラマ
2016年2月、《因為愛情有幸福》（The love of happiness ） 助演Su LeKai蘇樂凱高校生役                    上映時期2016年2月
2016年4月、《上古情歌》 （A Life Time love） 助演XuanYang  ZhiRuo宣陽知若役                                  上映時期    2017年6月
2016年7月、《屏里狐〜私の愛する守り神〜》主演Yu Yan余琰狐役  同ドラマエンディングテーマ《屏裡狐》を演唱  webドラマ
2016年9月、《屍語者》 （Voices Of The Dead ） 主演Qin Ming秦明法醫役                            webドラマ(未公開)
2017年3月、《兒科醫生》（小児科医）主演Shen He 申赫小兒外科醫役                              上映時期   2017年11月
2017年8月、《霜花の姫〜香蜜が咲かせし愛〜》（Ashes Of Love ）  助演・潤玉役                                     上映時期  2018年8月
2018年8月、《白華の姫 〜失われた記憶と3つの愛〜》  （Princess Sliver）  助演・容斉役
2018年12月、《掮客》主演Zhou xiaoshan周小山役　上映時期　未定
- オオカミ君王とひつじ女王（2020年）
- 月上重火〜江湖に燃える愛（2020年）
- 嘘つきな恋人〜Lie to Love〜（2021年）

## その他のメディア

### バラエティ
- 《音悦(おんがく)show show show》[注 3]2012年12月〜2013年3月[31]
- 《大牌對王牌》2016年1月29日 浙江衛星テレビ[32]
- 《金曲撈之挑戰主打歌》2018年9月7日 江蘇衛星テレビ[33]
- 《中秋之夜》2018年09月24日 湖南衛星テレビ[34]
- 《幻樂之城》2018年10月19日 湖南衛星テレビ、酷博特文化[35][36]
- 《快樂大本營[注 4]》2018年10月20日 湖南衛星テレビ[37][38]
- 《魔熙先生の雲羅輯》[注 5]2017年11月〜不定期更新[39]

### トーク番組
- 《非常靜距離》2018年09月13日 深圳衛星テレビ[40]

## 人物評価
アイドル歌手としてデビューした羅雲熙、地道な音楽活動をかさむ中、2012年に銀幕デビュー作そして初主演作となる、映画《最美的時候遇見你(THE SPRING OF MY LIFE)》にて俳優を初挑戦。この映画は大ヒットを得られなかったが彼に新しい道を開いてくれた。2015年1月に初放送されたテレビドラマ《何以笙箫默(My Sunshine)》の中で主役“何以琛”の大学時代を演じたことで彼が初めて世間の注目を浴びた、放送直後にSOHOエンタメインタビュー《NewFace》に取り上げられることになる。これを皮切りに羅雲熙が本格俳優の道を歩み進める。その後、2017年主演したwebドラマ《屏裡狐(屏風の中の狐様)》で⒊３億の再生回数をあげた。そして2018年8月2日に大型ロマンス古装劇《霜花の姫～香蜜が咲かせし愛～》がテレビ初放送。LeoLuoは劇中で「温潤、玉の如く」な性格穏やかで控えめな“潤玉(Run Yu)”というのちに復讐のために大きく変わる役柄を好演。同劇は放映始めから視聴率トップを飾り続け、同時期のweb放送においても8月21日付けで再生回数が５１億を突破した 。この役を演じたことで彼は再び脚光を浴び、注目度が高いし、その演技が評価され一躍人気俳優になる。

## 慈善活動
2018年1月26日，Yixia TECとYangfanプロジェクト共同企画した「放肆穿衣挑戰(思い切り着込んちゃいましょう)」暖かい冬を届ける慈善活動に挑戦、僻地に住む人々に冬服を寄付するように呼びかけた。
2018年9月13日，中國綠化基金會が始めた「一帶一路」ポプラ(コトカケヤナギ)の生態圏修復計画に参加し、同計画のために募金活動を呼びかける。
2018年9月16日，WHOが発起した「綠色出行(グリーンお出かけ)」活動の推進人のひとりに選ばれる。
2018年9月29日，共青团中央とSINAweibo共同発起した「我和我的家鄉(私と故郷)」活動に四川省代表として選ばれる 。